# 英普協定
英普協定（えいぷきょうてい、英語: Anglo-Prussian Convention）は、1758年4月11日、イギリスとプロイセンの間で合意された協定で、1756年のウェストミンスター条約以降実質的に存在した英普同盟を正式化した。

## 概要
両国は単独講和しないことを約束した。
イギリスは年67万ポンドの補助金をプロイセンに与え、イギリスによる同盟国への補助金としては当時最大となった。その代わり、イギリスはプロイセンがフェルディナント・フォン・ブラウンシュヴァイク＝ヴォルフェンビュッテル率いる、ハノーファー守備を目的とした国事軍に歩兵や騎兵を供出することを期待した。
また、協定は同年に奪回したばかりのエムデンにイギリスが軍を駐留させることを約した。イギリスはこの協定以前、大陸ヨーロッパに派兵することを頑として拒否し、南部担当国務大臣のウィリアム・ピットはその可能性を数か月前に否定したばかりであった。
両国の同盟はその後、1762年に解消されるまで続いた。